# Inodrillia miamia
Inodrillia miamia é uma espécie de gastrópode do gênero Inodrillia, pertencente a família Horaiclavidae.